# Bernie Sanders Guide to Political Revolution
Bernie Sanders Guide to Political Revolution ist ein politisches Jugendbuch und Bestseller von US-Senator Bernie Sanders aus dem Jahr 2017, welches von Henry Holt und Co. herausgegeben wurde. Es richtet sich in erster Linie an jugendliche Leser.

## Inhalt
Das Buch ist eine Jugend-Adaption von Our Revolution aus dem Jahr 2016, in der Sanders seine Erziehung, seine ersten Begegnungen mit dem demokratischen Sozialismus und seinen Eintritt in die amerikanische Politik schildert. Der Schwerpunkt liegt auf der Aufforderung an junge Menschen, „für eine fortschrittliche Agenda für wirtschaftliche, ökologische, rassische und soziale Gerechtigkeit zu kämpfen, die Arbeitsplätze schafft, Löhne erhöht, die Umwelt schützt und Gesundheitsversorgung für alle bietet“.
Im Vorwort weist Sanders darauf hin, dass er in seiner Präsidentschaftskandidatur mehr Stimmen von jungen Leuten erhielt als Donald Trump und Hillary Clinton zusammen und dass „wir in praktisch allen Vorwahlen und Wahlen in den Bundesstaaten die überwältigende Mehrheit der jungen Leute gewonnen haben, egal ob schwarz, weiß, Latino, asiatisch-amerikanischer und amerikanischer Ureinwohner“.
Das Buch enthält zahlreiche Infografiken und Illustrationen, um komplexe Themen wie Einkommensungleichheit, Klimawandel, Gesundheitswesen, Strafverfolgungsreform, Gefängnisreform und Studienkreditverschuldung aufzuarbeiten und darzustellen.

## Veröffentlichung
Es wurde am 29. August 2017 veröffentlicht.